# Kabinett Facta II
Das Kabinett Facta II regierte das Königreich Italien vom 1. August 1922 bis zum 31. Oktober 1922. Ministerpräsident war Luigi Facta, der bereits das Vorgängerkabinett Facta I anführte.

## Entstehung und Entwicklung
Das Kabinett Facta II war das 58. Kabinett des Königreiches und zwei Monate und 30 Tage im Amt. Es wurde vom Parteienbündnis der Liberalen, Unione Liberale, aus dem am 8. Oktober die Liberale Partei (Partito Liberale Italiano) hervorging, sowie den Parteien Partito Popolare Italiano (PPI), Partito Socialista Riformista Italiano, Partito Democratico Sociale Italiano und Partito Radicale Italiano und gestützt.
Facta war nach seinem Rücktritt überraschend wieder mit der Regierungsbildung betraut worden. Er wollte sich eigentlich aus dem politischen Leben zurückziehen und nahm den königlichen Regierungsauftrag nur aus Ergebenheit gegenüber Viktor Emanuel III. an. Gegenüber der Vorgängerregierung nahm er nur wenige Veränderungen in der Ministerriege vor. Am 10. August wurde der neuen Regierung in der Abgeordnetenkammer mit 247 Stimmen bei 121 Gegenstimmen das Vertrauen ausgestellt. Gegen die neue Regierung stimmten die Abgeordneten von der Partito Socialista Italiano, Partito Comunista Italiano und Partito Nazionale Fascista.
Für die Regierung stellte die Wiederherstellung der öffentlichen Ordnung des von der politisch motivierten Gewalt zerrütteten Landes die absolute Priorität dar. Den fortdauernden gewalttätigen Aktionen der Schwarzhemden, der zum Aufstand entschlossenen Faschisten, konnte die Regierung wenig entgegensetzen, zumal auch Teile der Koalition mit dem Faschismus sympathisierten. In seiner Rolle unsicher zog sich Facta aus Rom zurück, hielt sich bis Anfang Oktober in Pinerolo auf. In der wackeligen politischen Situation nahmen Giolitti und Mussolini Verhandlungen über eine Nachfolgeregierung auf. Nach dem Scheitern der Verhandlungen am 26. Oktober schritten die Squadristi zur Tat und begannen am 27. Oktober mit der Besetzung von öffentlichen Einrichtungen den sogenannten Marsch auf Rom. Facta schlug dem König vor, den Notstand auszurufen, und erließ dementsprechende Anweisungen an die Präfekturen. Als das Notstandsdekret am 28. Oktober dem König vorgelegt wurde, verweigerte Viktor Emanuel III. seine Unterschrift. Facta trat daraufhin zurück.
Nachdem Salandra den Regierungsauftrag vom König abgelehnt hatte, wurde Mussolini mit der Bildung einer Regierung beauftragt, der am 31. Oktober mit dem Kabinett Mussolini die Regierung übernahm.

## Minister

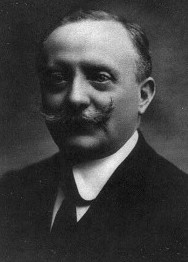
Luigi Facta

| Ministerien                                  | Name                      |
| -------------------------------------------- | ------------------------- |
| Ministerpräsident                            | Luigi Facta               |
| Äußeres                                      | Carlo Schanzer            |
| Inneres                                      | Paolino Taddei            |
| Justiz und Kirchenangelegenheiten            | Giulio Alessio            |
| Krieg                                        | Marcello Soleri           |
| Marine                                       | Roberto De Vito           |
| Finanzen                                     | Giovanni Battista Bertone |
| Schatz                                       | Giuseppe Paratore         |
| Öffentliche Arbeiten                         | Vincenzo Riccio           |
| Bildung                                      | Antonino Anile            |
| Landwirtschaft                               | Giovanni Bertini          |
| Industrie und Handel                         | Teofilo Rossi             |
| Arbeit und Sozialfürsorge                    | Arnaldo Dello Sbarba      |
| Post und Telegraphen                         | Luigi Fulci               |
| Kolonien                                     | Giovanni Amendola         |
| Wiederaufbau der vom Feind befreiten Gebiete | Vito Luciani              |